# Daniel Dutrieux
 (août 2020).
Si vous disposez d'ouvrages ou d'articles de référence ou si vous connaissez des sites web de qualité traitant du thème abordé ici, merci de compléter l'article en donnant les références utiles à sa vérifiabilité et en les liant à la section « Notes et références ».
 (août 2020).
Pour les articles homonymes, voir Dutrieux.
Daniel Dutrieux est un plasticien, sculpteur et artiste-peintre belge, né à Gand (Belgique) en 1955.

## Biographie
L'artiste développe une activité artistique dans des lieux culturels, des espaces publics ou dans la nature. L’aspect social et environnemental, le temps et le contexte d’intégration sont des notions primordiales dans sa démarche. La plantation d’arbres ou de fleurs, le balisage d’une promenade ou la protection d’un chantier peut conduire à une œuvre d’art. Artiste indépendant, il est organisateur et scénographe d’exposition, coloriste et professeur de couleur[réf. nécessaire]. Il a réalisé plusieurs œuvres urbaines, entre autres dans les villes de Liège, Gand, Lessines.

## Réalisations urbaines
- 1986 : Virage aux idées claires de Magritte, Lessines.
- 1987 : Virage aux idées claires de Magritte, Musée d'art contemporain en plein air du Sart Tilman, Angleur, Liège,.
- 1990-1991 :  L'Arbre et son Ombre, sur l'esplanade du pont Albert 1er, à Liège.
- 1994-1995 : Socle. Boule. Poème, Liège.
- 1996 : Les fondements du voyage, Liège.
- 1998 : Monument Michael Lustig, Lindenlei, Gent.
- 1998 : Pierres végétales, abords de la SA Carmeuse, Louvain-la-Neuve.
- 1999 : Sculpture Binaire, Parc Scientifique du Sart-Tilman, Liège.
- 2003 : Dendroscopes et Colonnes, Musée d'art contemporain en plein air du Sart Tilman, Angleur, Liège.

## Expositions personnelles
- De Vleeshal, Middelburg (Pays-Bas), 1991
- Apollohuis, Eindhoven (Pays-Bas), 1988
- Falling Paintings, CHU, Sart-Tilman, Liège, 2003
- Galerie ”Finisterre”, Amsterdam (Pays-Bas), 1989

## Expositions de groupe
- Arbre(s), L’écriture du bouleau, CHU, Liège, 1997
- My Home is Your Home, Artists Museum, Lodz (P), 1993
- Valises, Mamac, Liège, 1993
- Euregionale ‘92, Provinciaal Museum, Hasselt, 1992
- Pierres ventilées, Galerie “Le Bateau Ivre”, Redu, 1989